# Pseudogaurotina
Pseudogaurotina is een kevergeslacht uit de familie van de boktorren (Cerambycidae). De wetenschappelijke naam van het geslacht werd voor het eerst geldig gepubliceerd in 1958 door Plavilstshikov.

## Soorten
Pseudogaurotina omvat de volgende soorten:
- Pseudogaurotina abdominalis (Bland, 1862)
- Pseudogaurotina cressoni (Bland, 1864)
- Pseudogaurotina excellens (Brancsik, 1874)
- Pseudogaurotina magnifica (Plavilstshikov, 1958)
- Pseudogaurotina robertae Pesarini & Sabbadini, 1997
- Pseudogaurotina splendens (Jakovlev, 1893)